# Yokotani Shigeru
Shigeru Yokotani (sinh ngày 31 tháng 5 năm 1987) là một cầu thủ bóng đá người Nhật Bản.

## Sự nghiệp câu lạc bộ
Shigeru Yokotani đã từng chơi cho Gamba Osaka, Ehime FC, Kyoto Sanga FC và Omiya Ardija.